# 邵子言
邵子言（1914年—），男，山东平原人，中华人民共和国政治人物，曾任内蒙古自治区革命委员会副主任，第三、四、六、七届全国政协委员。